# Roeslerstammia bella
Roeslerstammia bella är en fjärilsart som beskrevs av Sigeru Moriuti 1972. Roeslerstammia bella ingår i släktet Roeslerstammia och familjen bronsmalar. Inga underarter finns listade.